# Isidor Pawlowitsch Natanson
Isidor Pawlowitsch Natanson (russisch Исидор Павлович Натансон, * 8. Februar 1906 in Zürich; † 3. Juli 1964 in Leningrad) war ein sowjetischer Mathematiker, der sich mit Analysis (Reelle Analysis, Approximationstheorie) befasste.

## Leben
Natanson machte 1929 seinen Abschluss an der Universität Leningrad, an der er bei Gregor Michailowitsch Fichtenholz studierte und später lehrte. Zunächst veröffentlichte er über singuläre Integrale, wandte sich dann aber unter dem Einfluss von Sergei Bernstein der konstruktiven Funktionentheorie zu, in der er eine eigene Schule in Leningrad gründete. Er veröffentlichte unter anderem über Approximationstheorie, Interpolationstheorie, Gibbs-Phänomen, Orthogonalpolynome, Momentenproblem, aber auch komplexe Funktionentheorie und Funktionalanalysis.
Er ist bekannt durch seine Lehrbücher über reelle Analysis und konstruktive Funktionentheorie.
Sein Sohn Garald Isidorowitsch Natanson (1930–2003) war ebenfalls Mathematiker.

## Schriften
- Theorie der Funktionen einer reellen Veränderlichen. 4. Auflage. Harri Deutsch, Thun 1981, ISBN 3-87144-217-8 (Unveränderter Nachdruck der 4. Aufl., Akademie-Verlag, Berlin 1975).
  - Englische Ausgabe: Theory of functions of a real variable. Ungar, New York 1955
- Konstruktive Funktionentheorie. Akademie Verlag, Berlin 1955
  - Englische Ausgabe: Constructive function theory. 3 Bände, Ungar, New York 1964/65
- Summierung unendlich kleiner Größen (Einführung in die Integralrechnung), Deutscher Verlag der Wissenschaften, Berlin 1955
- Einfachste Maxima- und Minima-Aufgaben. 3. Auflage, Deutscher Verlag der Wissenschaften, Berlin 1965